# Sonkajärvi
Sonkajärvi – gmina w Finlandii, położona w centralnej części kraju, należąca do regionu Pohjois-Savo. Gminę zamieszkuje 3637 osób (31 grudnia 2023). Jej powierzchnia wynosi 1 576,79 km², z czego 110,86 km² stanowi woda.